# Phylloscartes kronei
Phylloscartes kronei là một loài chim trong họ Tyrannidae.